# Блендувко
Блендувко (пол. Błędówko) — село в Польщі, у гміні Помехувек Новодворського повіту Мазовецького воєводства.
Населення — 83 особи (2011).
У 1975-1998 роках село належало до Варшавського воєводства.

## Демографія
Демографічна структура станом на 31 березня 2011 року:
|          | Загалом | Допрацездатний вік | Працездатний вік | Постпрацездатний вік |
| -------- | ------- | ------------------ | ---------------- | -------------------- |
| Чоловіки | 40      | 11                 | 28               | 1                    |
| Жінки    | 43      | 9                  | 27               | 7                    |
| Разом    | 83      | 20                 | 55               | 8                    |